# لوئی گیوم
لوئی گیوم (به فرانسوی: Louis Guillaume) نویسنده و شاعر قرن بیستم میلادی اهل فرانسه است.